# Tomasz Andrukiewicz
Tomasz Mariusz Andrukiewicz (ur. 6 lutego 1974 w Ełku) – polski prawnik i samorządowiec, w latach 2005–2006 starosta ełcki, od 2006 prezydent Ełku.

## Życiorys
W 1993 ukończył I Liceum Ogólnokształcące im. Stefana Żeromskiego w Ełku, a w 1997 studia prawnicze na Uniwersytecie w Białymstoku.
Instruktor harcerski Związku Harcerstwa Rzeczypospolitej, pełnił funkcję komendanta Północno-Wschodniej Chorągwi Harcerzy w latach 1995–1997 i 2000–2002, był członkiem Komisji Rewizyjnej ZHR w latach 1999–2001.
W wyborach samorządowych w 1994 bezskutecznie ubiegał się o mandat radnego miasta Ełk z listy lokalnego komitetu Teraz Ełk. W wyborach samorządowych w 1998 z ramienia Akcji Wyborczej Solidarność uzyskał mandat radnego powiatu ełckiego. Następnie był asystentem wojewody warmińsko-mazurskiego Zbigniewa Babalskiego w ełckiej delegaturze urzędu wojewódzkiego. W wyborach samorządowych w 2002 został wybrany do rady powiatu ełckiego z listy komitetu „Wspólnota Samorządowa – Dobro Wspólne”. Po wyborach został członkiem zarządu powiatu, natomiast w 2005 rada powiatu wybrała go na urząd starosty, gdy Adam Puza objął mandat posła na Sejm RP.
W wyborach w 2006 ubiegał się o urząd prezydenta Ełku jako kandydat Komitetu Wyborczego Wyborców „Dobro Wspólne 2006”. W drugiej turze wygrał z przedstawicielem Platformy Obywatelskiej Krzysztofem Piłatem, otrzymując 57,2% głosów. W wyborach w 2010 skutecznie ubiegał się o reelekcję, uzyskując w pierwszej turze z ramienia Komitetu Wyborczego Wyborców „Dobro Wspólne 2010” 73,7% głosów. W 2014, 2018 i 2024 był wybierany na kolejne kadencje z wynikiem odpowiednio 77,3%, 73,8% oraz 59,5% głosów.

## Odznaczenia i wyróżnienia
Został odznaczony Srebrnym (2014) i Złotym (2017) Krzyżem Zasługi. W 2024 otrzymał Odznakę Honorową za Zasługi dla Samorządu Terytorialnego.
Wyróżniany przez „Newsweek Polska” zaliczeniem do 15 najlepszych prezydentów miast w Polsce w rankingu tego tygodnika.